# Microdrosophila ochracella
Microdrosophila ochracella är en tvåvingeart som beskrevs av Wheeler och Hajimu Takada 1964. Microdrosophila ochracella ingår i släktet Microdrosophila och familjen daggflugor. Inga underarter finns listade i Catalogue of Life.